# Julián Rosero
Julián Rosero (Samaniego, Nariño, Colombia; 14 de marzo de 1988) es un exfutbolista colombiano. Jugaba de portero. Actualmente es preparador del Arqueros en Deportivo Pasto.

## Clubes
| Club                     | País     | Año           |
| Jugador                  | Jugador  | Jugador       |
| ------------------------ | -------- | ------------- |
| Deportes Quindío         | Colombia | 2008 - 2010   |
| Centauros                | Colombia | 2010          |
| Universitario Popayán    | Colombia | 2011 - 2015   |
| Olmedo                   | Ecuador  | 2016-2017     |
| Asistente                |          |               |
| Deportivo Pasto Femenino | Colombia | 2018-presente |